# オースチン・7
オースチン・7（Austin 7、オースチン セブン）は、1922年から1939年にかけてイギリスのオースチンが生産した小型乗用車である。
第二次世界大戦以前の英国で生産された最多販売車種であり、1920年代初期に、他社の既存小型車やより簡便なサイクルカーを一掃した画期的な大衆車である。
名称は当時のイギリスにおける課税馬力数値「7.h.p」相当であることによるもので、一般には単に「セブン」と呼ばれ、また「チャミィ(Chummy)」（＝仲良し）という愛称でも親しまれた。
累計生産台数は29万台で、米国でのフォード・モデルT（1908-1927年の間に約1,500万台を生産）ほどの膨大な生産スケールではなかったが、英国において小型大衆車の大量生産を成功させたことで、英国自動車史に与えた影響が大きい。

## 歴史

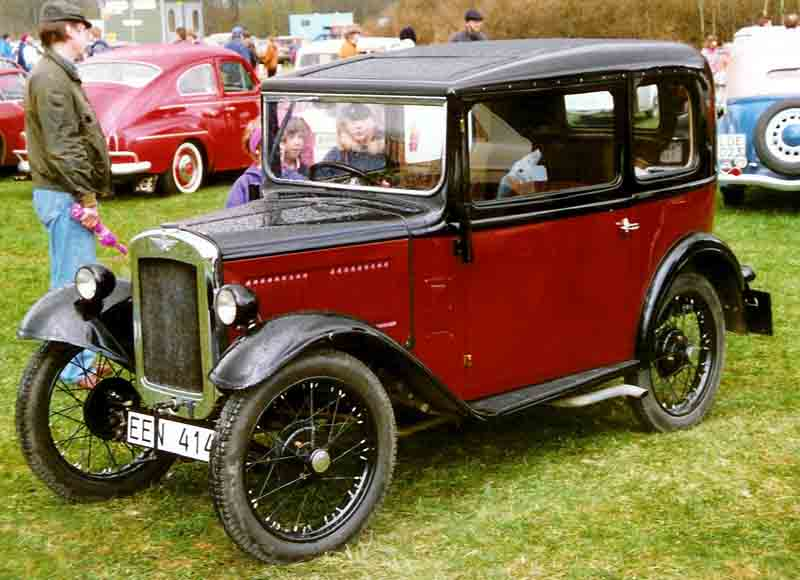
Austin 7 Saloon 1931

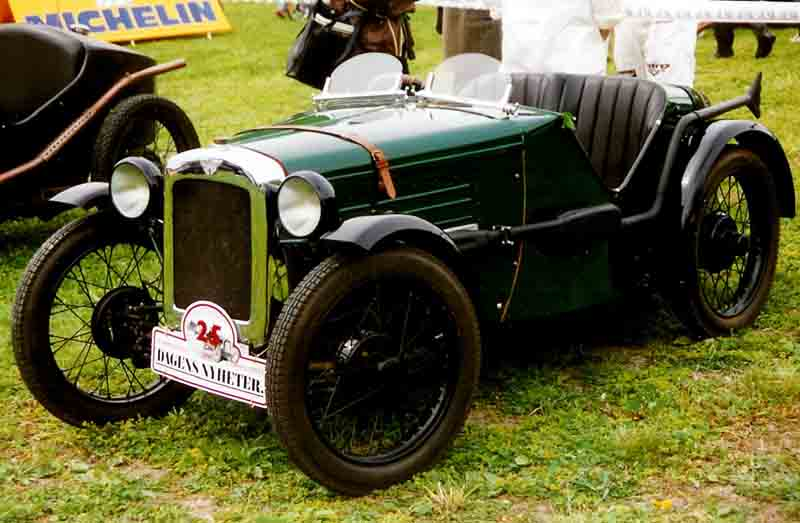
Austin 7 Ulster 2-Seater Sports 1930

### 開発着手まで
技術者ハーバート・オースチン(Herbert Austin 1866-1941)をトップとする第一次世界大戦前のオースチンの主力製品は大型車であったが、1909年からはスイフト自動車が生産した単気筒7馬力(hp)の車を「オースチン・セブン」の名で販売した。これは一時的なもので、第一次世界大戦後の同社は再び大型車の製作に復帰した。
しかし、1919年に発表した3.6リッター車「20HP」の売れ行きは芳しくなく、その廉価版として1921年にはスケールダウンモデルの1.7リッター車「12HP」も発売されたが、これも功を奏せず、オースチン社の経営状況は急速に悪化、破綻直前となる。
この危機的事態の中、ハーバート・オースチンは戦後の社会・経済状況を鑑み、さらに小型の自動車が市場から求められていると考えた。そこで、当時中堅・零細メーカーによって盛んに生産されていた1,000cc以下の軽量・廉価な「サイクルカー」に対抗できる、新しい本格的小型車の開発を企画したのである。
当時、イギリスでまっとうな自動車と考えられていなかったクラスの簡易車（サイクルカー）の市場に乗り込むという決断に、会社の危機的財務状況を心配する役員たちは抗議したが、ハーバートは「同業メーカーであるウーズレーにアイデアを持ち込む」と脅しをかけた。ハーバート・オースチンはもともとウーズレーで職業人として研鑽を積んだ経歴の持ち主で、創業者ウーズレーの死後には一時社長職を引き継ぎ、第一次世界大戦後も自身の会社経営と並行していまだウーズレーとも関係をもつ特異な立場にあったので、このような異例の説得策も使うことができた。
さらにハーバートは、開発は自分自身が行い、その費用は自分の資産からの持ち出しでまかなう、という捨て身の条件まで提示したため、最終的に役員会もゴーサインを出すことになった。ハーバートは自身の財産を投じてこれを設計したことから、多くの関連特許を自身の名前で取得している。この投資で「7」が1台売れると、ハーバートには2.10ポンドのロイヤルティが支払われることとなった。

### 2人で8か月の突貫開発
会社の経営悪化に対処するには、可能な限り速やかにこの小型車開発を完了させ、市販にこぎ着ける必要があった。ハーバート・オースチンは技術者としての才覚を、自ら発案したこの新しいプロジェクトに傾け、1921年8月から1922年4月にかけて自宅で試作車の開発を行った。
開発に携わったのはハーバート自身と、オースチン社に1917年に入社していた機械工スタンレー・エッジ(Stanley Edge 1903-1990)の、わずか2人であった。エッジは「7」開発にあたっての記録を詳細に残しており、生前の証言とともに貴重な資料となっている。
ナイト叙勲者となっていた55歳の社長と18歳の若い機械工は、社長宅のビリヤード・ルームで4か月にわたる試行錯誤の検討を重ね、開発を進めた。二人は1日12時間を費やして開発に没頭し、スタンレー・エッジは余暇にも学習を重ねて資料収集に努めた。ハーバートはシャシーやサスペンションなどを自身でデザインし、エッジがエンジン設計を担当、当初図面のほとんどはエッジの鉛筆書きで製図された。
手法としては、より大型の乗用車の設計を極限まで小型化したというべきもので、小型自動車の設計としては旧世代的な手法であった（つまり「大型車のミニチュア」である）。それでもエンジンとシャーシの設計には、ハーバートとエッジの野心的アイデアがふんだんに盛り込まれていた。
この新しい自動車は、1922年4月の設計完了後、速やかにオースチン社本社に原設計図が引き渡され、同年7月にプロトタイプ3台が完成、テストドライブにあてられた。ゼロからの開発スタート後、1年足らずのことであった。
この車の量産車としての後年に至る長い成功と、歴史上の意義の大きさを考えれば、バックヤード・ビルダー並みの2人体制でのスピード開発は、驚異的な業績といえる。

### 商業的成功
1922年中に市販が開始された。多くの関係者はこの小型車に期待していなかったが、市場の反応は逆であった。価格は当初標準型で225ポンドであったが、1923年に165ポンドに値下げされ、サイクルカーに対抗できる価格となった。結果、本格生産に入った1923年には2,400台以上が生産され、翌年以降も順調に増加した。1925年の生産台数は8,000台を越え、当時のイギリスでは異例の量産規模であった。
小型とはいえ鋼製フレームに4輪、水冷4気筒エンジンと3速ギアボックス、プロペラシャフトとディファレンシャル・ギア（デフギア）を備え（それ以前のサイクルカーは、3輪車や簡易に過ぎる4輪車、木製フレーム、空冷も含む単気筒・2気筒エンジン、2段変速やフリクションドライブ、チェーンないしベルト駆動でデフギア省略、といった不完全な代用仕様が幅を利かせていた）、大人2人と子供2人を乗せて走行できる「本物の自動車」の「Chummy」は、小型車しか買えないが、従前のサイクルカーに不満であった人々の需要を確実に掴んだ。
数年で「ミニチュアのビッグカー」はサイクルカー業界を一掃してしまい、ハーバート・オースチンと彼の会社に勝利の女神が輝いた。「セブン」は戦間期の英国における小型大衆車の一つの指標となり、英国の大衆自動車市場の拡大に貢献した。
また、完成度の高いミニマムカーとして諸外国への輸出や現地でのライセンス生産・ノックダウン生産も盛んに行われ、シャーシを流用したスポーティモデルが社外のボディメーカーによって生産されるなど、1920年代後期から1930年代前半にかけての成功は目覚ましいものであった。生産台数が最高点に達したのは1935年の27,225台であった。
乗用車以外に派生型のバンモデルも作られ、シャーシの基本構造を踏襲しつつ改良を重ねながら、1939年までに29万台が生産された。その過程でグレードアップや性能強化も図られたが、装備増大に伴って排気量クラスに比し徐々に重量過大となり、走行性能が不足する、ロングセラーの小型車にしばしば生ずる問題に悩まされるようになった。
当初のオープンボディモデルは350kgの超軽量であったが、装備追加で1930年には400kgを越え、固定屋根付きのサルーンボディではさらに数十kg単位の重量増加が生じた。1932年以降パワーアップ改良が繰り返されたが、強化型のエンジンに欠陥が生じるなどの問題を露呈する一方で車重増加には容易に追いつけず、これが限界に達した結果、「Chummy」は後続のモデルにベーシックカーとしての地位を譲ることになったのである。

## シャーシ
「セブン」は先行する大量生産車のフォードT型よりもかなり小型で、ホイルベースはたった1.905 mほど、車輪間の幅（トレッド）は1.016 mである。初期形は360 kgとかなり軽量で、フォードの半分以下の重量である。小型軽量車であるため、サイドバルブ・747cc、出力10馬力(hp)のエンジンでも、当時のイギリスの道路で必要な走行性能は確保できた。
シャーシは形鋼による鋼製であるが、平面で見ると一般的な梯子形ではなく、前方を頂点とした「A」形で、エンジンは前方の狭くなったチャネルセクション間にマウントされた。小さな直列4気筒であれば、これでもスペースの問題はなかった。
フロントサスペンションはビームアクスル（固定軸）で、A型シャーシの頂点で固定された半楕円ばねである。リアサスペンションは、1/4楕円板ばねとラジアスアームがシャーシ後方にカンチレバー式に突出して固定軸を支持するトレーリング型のレイアウトで、牽引力はディファレンシャルに連なるトルクチューブによってシャーシのクロスメンバーに伝えられた。
三角形のフレームとリアのカンチレバースプリングによって、シャーシ本体の全長を抑制し、鋼材使用量を最低限に抑えることができた。他例のほとんどない三角フレームは、ハーバートのアイデアと見られている。
当初から4輪ブレーキ仕様であったが、4輪ブレーキが自動車に普及し始めた時期の製品であったため、当初はフロント側はハンドブレーキでリアがメカニカル・フットブレーキであった。4輪がメカニカル・フットブレーキで統合されて一般的構造となったのは、1930年からである。ステアリングはウォーム＆ホイールギアを使っていた。
なお、当時は油圧式ショックアブソーバーが量産化されて普及する以前のことで、多くの自動車はリーフスプリング間の摩擦によってある程度その代用を果たしていたが、「セブン」はメインスプリングとは別に前後輪のフリクションダンパーを備えており、サイクルカーよりも高水準の設計になっていた。

## エンジンとトランスミッション
当初、ハーバート・オースチンは空冷2気筒車とすることを考えていたが、スタンレー・エッジは、先行するフランス製小型車には700cc-900ccクラスの水冷4気筒車が既に存在することなどを論拠に、新型車のエンジンも「本物の自動車」（上級モデル）並の直列4気筒とすることを主張し、その説得には最終的にハーバートも同意した。
それまでの軽量車にはコスト面の制約から、直列式もしくはV型の2気筒エンジンが多く用いられたが、振動が大きいという欠点があり、それらを上回る自動車を作るためには、小さくとも一般の大衆車同様な4気筒エンジンが必要である、とエッジは考えた。エッジとハーバートの決定は結果的に正しいもので、振動・騒音の低減や高速化に役立ち、商品力を高めた。
エンジンは4気筒、747cc（1923年3月以前は696cc）、ボア 56mm、ストローク 76mm、サイドバルブ、アルミ鋳造クランクケース、鋳鉄製シリンダーブロック、鋳鉄製シリンダーヘッドであり、圧力注油型クランクシャフトがベアリング2個で支持されていた（メインベアリングは1936年に3個に変更されている）。一見プリミティブではあったが、品質は良く、信頼性と整備性も良好であった。
冷却水のラジエター循環はウォーターポンプを省いた自然循環式としたが、冷却水容量に余裕が取られていたため、実用上の問題はなかった。点火システムは、当初は旧式であるが信頼性の高いマグネトータイプが使用されていたが、1928年からは電装品改良の進展でコイル方式に変更された。電動スターターについては1923年11月以降装備された。
発売当初の最高出力は10.5bhp（7.8kW）、徐々に強化が進んで1933年には17bhp（12.7kW）まで高められたが、重量増加のペースがそれを上回り、生産期間末期の出力不足を来すことになった。
3速リバースつきギアボックスはエンジン一体となっていた。変速比はモデルによってさまざまに変更されていた。4速ギアボックスは1932年に追加され、1933年には3速と4速にシンクロメッシュが追加された。1934年にはさらに2速にシンクロメッシュが追加されている。
後方車軸はスパイラル・ベベル型で、ギア比は4.4:1および5.6:1。短いトルクチューブがディファレンシャルのハウジングからリアアクスル・クロスメンバーのベアリング・ブラケット部まで伸びている。

## スワロー社

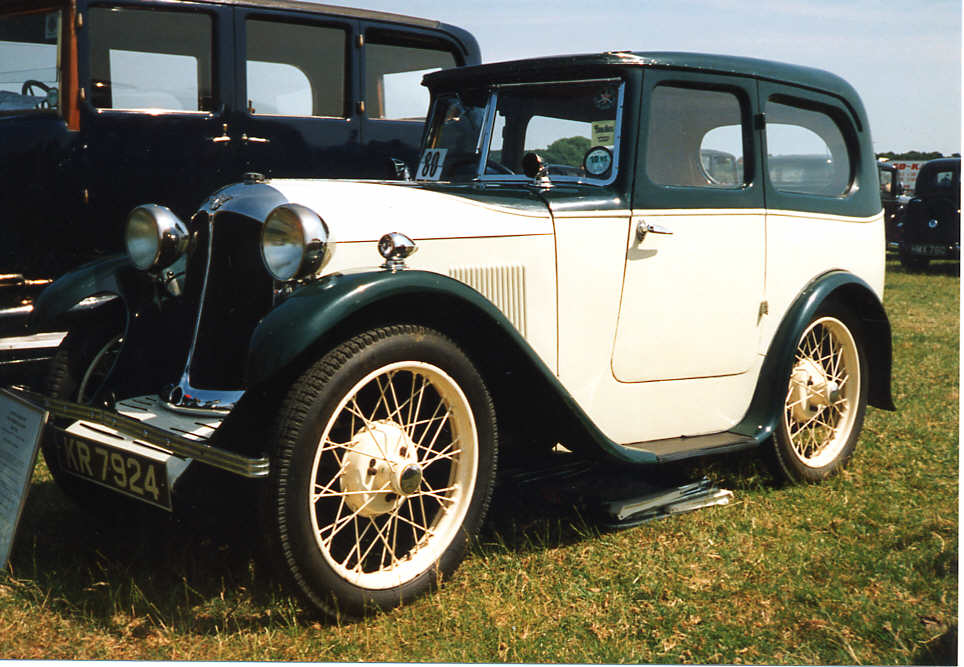
1931 Austin 7 Swallow saloon

1920年代にジャガーの共同設立者であるウィリアム・ライオンズは、ブラックプールのスワローという会社でモーターサイクルのサイドカー製作をおこなっていた。
ライオンズは1927年になると自動車ボディー製作をおこなうようになった。最初に手がけたボディ架装がオースチンセブンのシャーシであった。1932年までに3,500台ほどの多様なスタイルが製造された。それ以降は「SS」というブランド名で自動車全体の製造をおこなうようになった。

## ライセンス生産

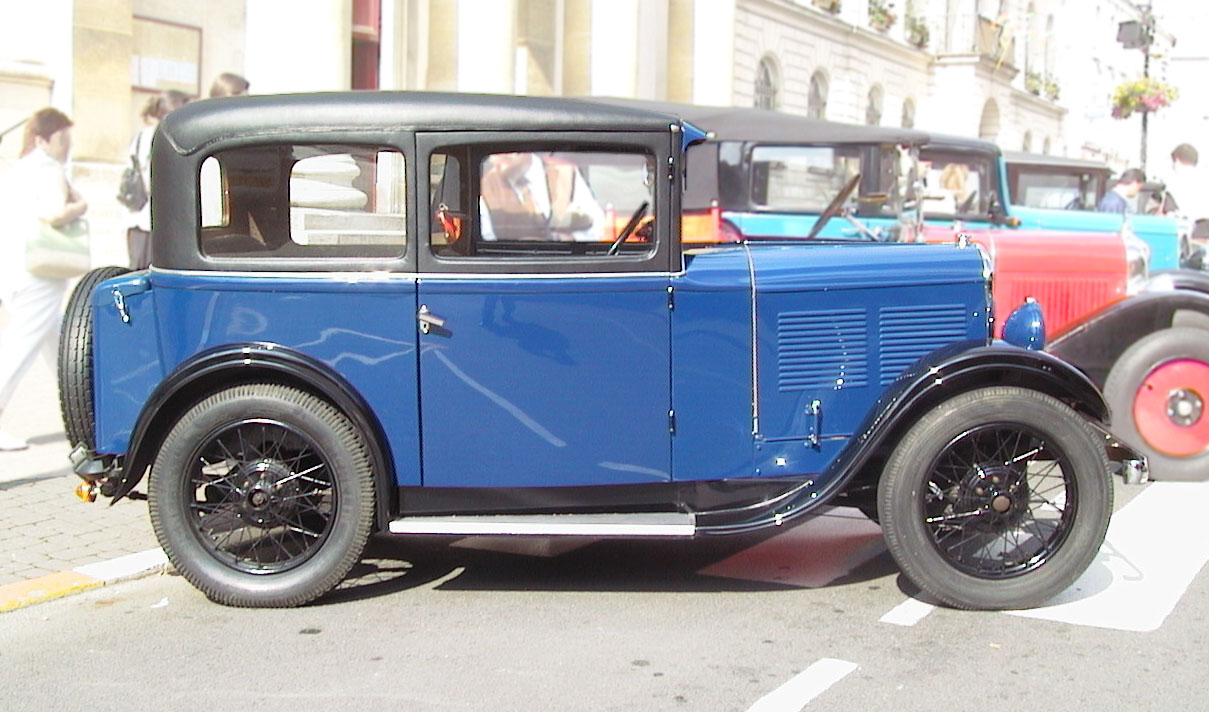
フランス ローザンガール LR2 1929年式ライセンスモデル

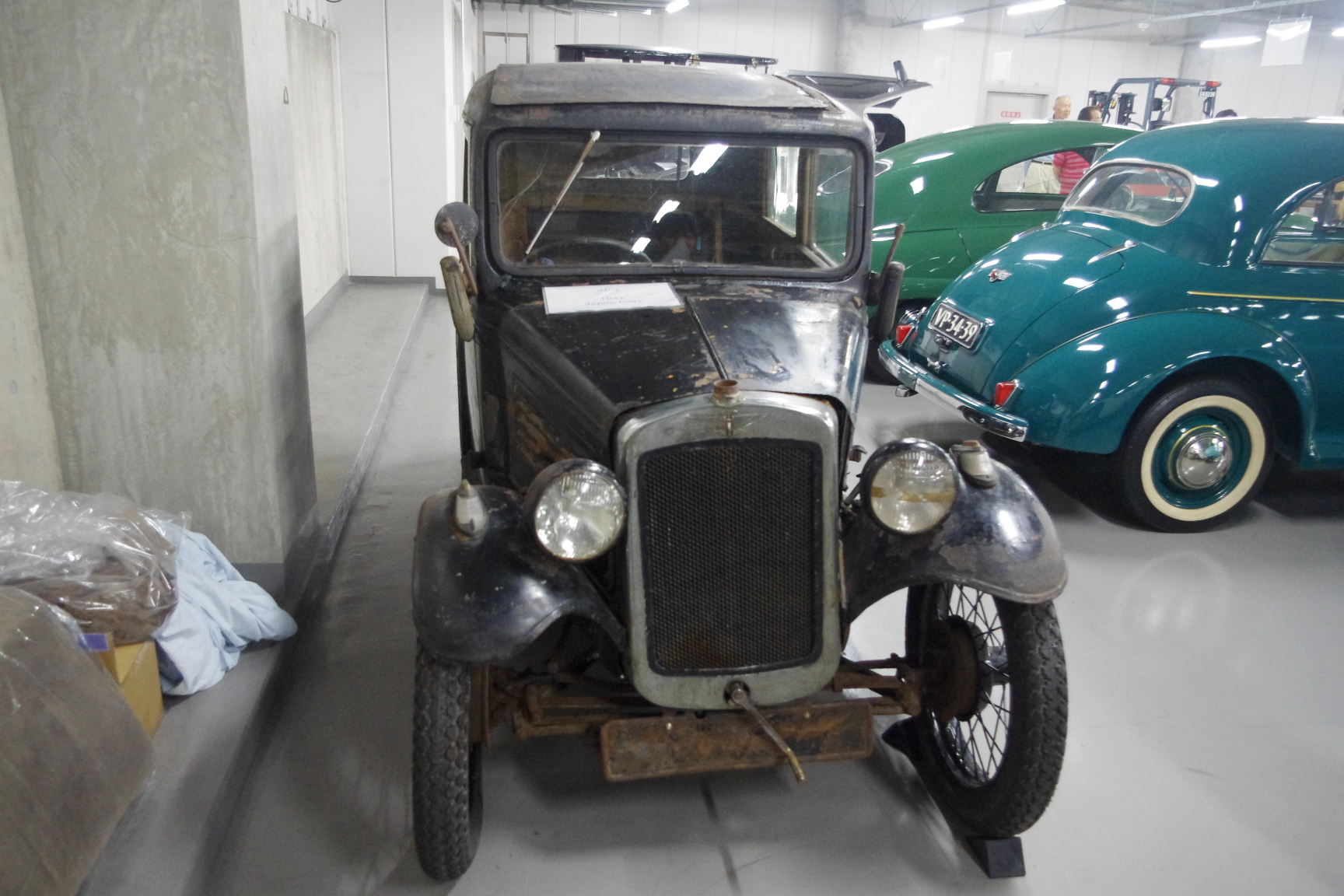
ベアシャシーの状態で日本に出荷されたオースチン7。日本製のボディが架装されている。トヨタ博物館所蔵

世界各国の自動車メーカーがこの車のライセンス生産、コピー生産をおこなった。ドイツのDixiでは1927年からライセンス生産されて、BMWの最初の自動車は「オースチン・7」のライセンス生産であった。アメリカではアメリカン・オースチンが設立され、1930年からライセンス生産された。フランスでは、ローザンガールが1928年からライセンス生産をした。
「オースチン・7」のシャーシおよび駆動装置は日本やオーストラリアに輸出され使用された。そのためか、日本のダット自動車は正式なライセンス契約をせずに自車製品「ダットサン」初代モデルのデザインベースとして「セブン」の設計を盗用した、という説が欧米で流布している。
しかし、実際はフランスの「ベンジャミン」1922年型を参考にしており、「セブン」は先行したベンチマーク的存在に留まっている。日本でもダットサンの普及以前には相当台数のオースチン・セブンが輸出され、オーナードライバーによって使用されていた。

## ボディスタイル
- ツアラー (Tourers)
- サルーン (Saloons)
- カブリオレ (Cabriolet)
- スポーツ (Sports)
- クーペ (Coupés)
- バン (Vans)

### ツアラー

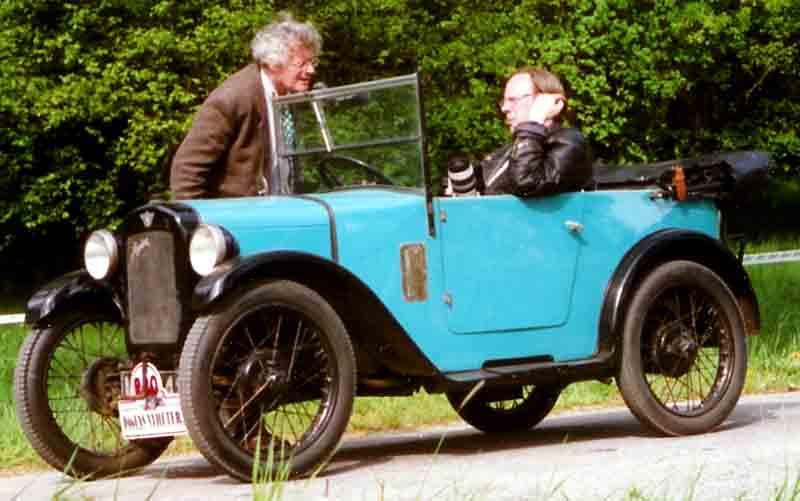
Austin 7 Chummy Tourer 1929

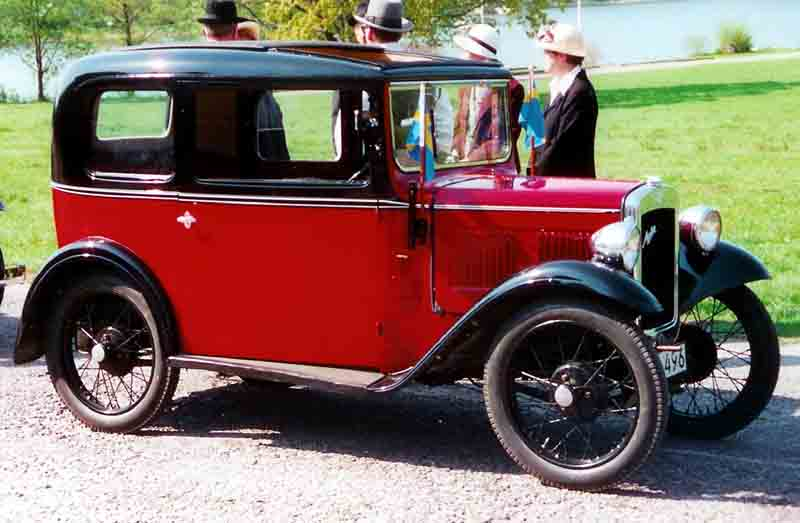
Austin 7 Box Saloon 1933

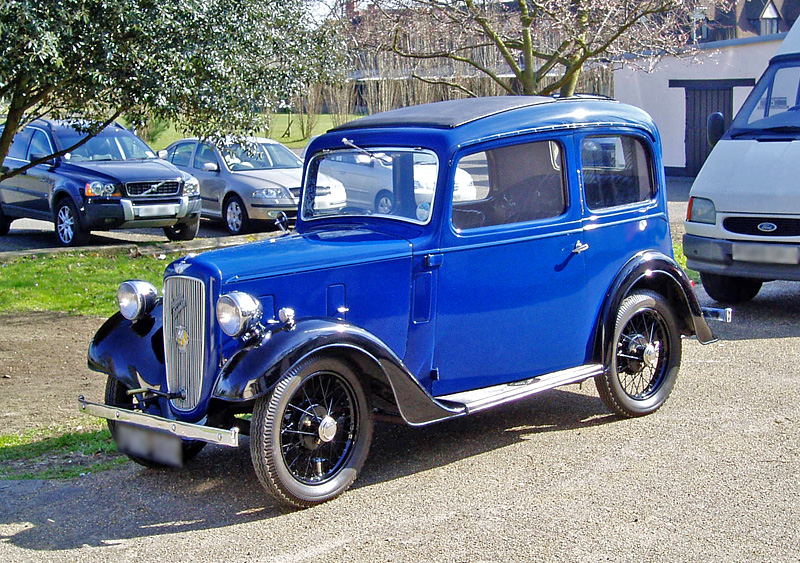
Austin 7 "New Ruby" saloon

| ツアラー（Tourers） |                                              |                                 |        |        |
| タイプ              | 名称                                         | 備考                            | 開始年 | 終了年 |
| XL                  |                                              | プロトタイプ                    | 1922   |        |
| AB                  |                                              | アルミボディ、4席               | 1922   | 1924   |
| AC                  |                                              |                                 | 1924   | 1926   |
| AD                  |                                              | 4座                             | 1926   | 1929   |
| AE                  |                                              | 4座、ADより2インチ幅広となる    | 1929   | 1929   |
|                     |                                              | 2座                             | 1929   | 1930   |
| AF                  |                                              | スチールボディ4席               | 1930   | 1932   |
| AH                  |                                              | プレスによるスチールボディ、4座 | 1932   |        |
| AAK                 | オープン・ロード・ツアラー(Open road Tourer) | Cowled radiator                 |        | 1934   |
| AH                  |                                              | プレスによるスチールボディ、4座 | 1932   |        |
| PD                  |                                              | 2座                             | 1934   |        |
| APD                 | Opal                                         | 2座                             | 1934   | 1936   |
| AAL                 | オープン・ロード・ツアラー(Open road Tourer) | スペアホイールがカバーされた    | 1935   |        |
| AH                  |                                              | プレスによるスチールボディ、4座 | 1932   |        |
| APE                 | New Opal                                     | 2席                             | 1936   |        |

### サルーン
| サルーン(Saloons) |            |                                                                     |        |        |
| タイプ            | 名称       | 備考                                                                | 開始年 | 終了年 |
| R                 |            | アルミまたは布（ファブリック） サルーン(Aluminium or fabric saloon) | 1926   | 1927   |
| RK                |            | アルミまたは布（ファブリック） サルーン                             | 1927   |        |
| RL                |            | スチール・サルーン(Steel saloon)                                    | 1930   |        |
| RG                |            | 布（ファブリック）サルーン(Fabric saloon)                           | 1930   |        |
| RN                |            | ロングホイールベース(標準より6インチ延長)、スチールサルーン         |        |        |
| RP                |            |                                                                     | 1932   |        |
| ARQ               | Ruby       | サルーン                                                            | 1934   |        |
| ARR               | "New" Ruby | サルーン                                                            | 1936   |        |

- 当時の自動車における「ファブリック」ルーフは、木骨ないし鉄骨をベースに防水布を張り、防水塗装を施したもので、オールスチールボディ普及以前には、クローズドボディの軽量化策として多くのメーカーで多用されていた。

### カブリオレ

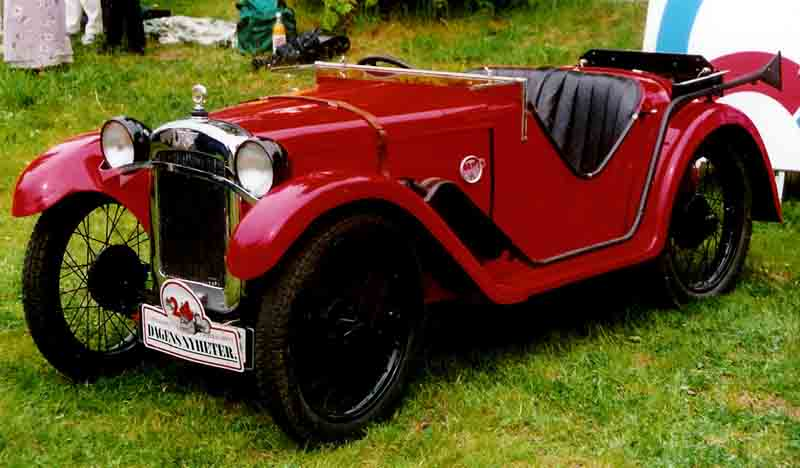
Austin 7 Ulster 2-Seater Sports 1930

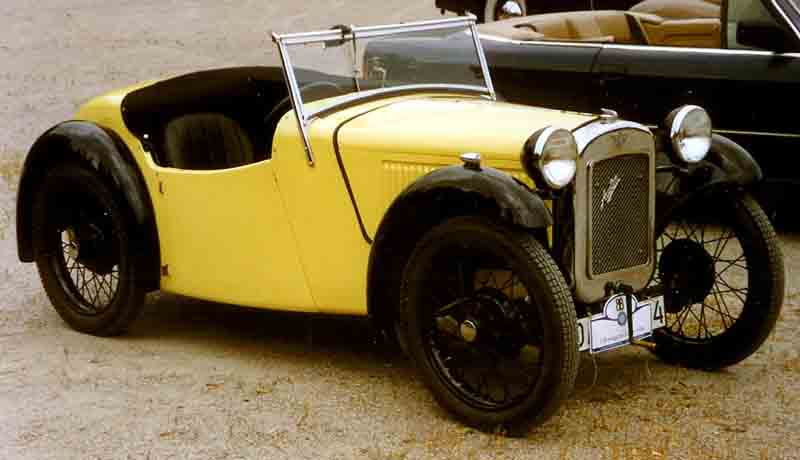
Austin 7 65 Nippy 2-Seater Sports 1933

| カブリオレ(Cabriolet) |             |                                |        |        |
| タイプ                | 名称        | 備考                           | 開始年 | 終了年 |
| AC                    | Pearl       | ARQ Rubyのカブリオレタイプ     | 1934   |        |
| ACA                   | "New" Pearl | ARR New Rubyのカブリオレタイプ | 1936   |        |

### スポーツ
| スポーツ（Sports） - スポーツはロードスタータイプ |         |                                                |        |        |
| タイプ                                            | 名称    | 備考                                           | 開始年 | 終了年 |
| 50 mph                                            |         | アルミボディ、ロングテール                     |        | 1926   |
| E Super Sports                                    |         | アルミボディ、ドアなし                         | 1927   | 1928   |
| EA Sports                                         | Ulster  | アルミボディ、ドアなし                         | 1930   | 1932   |
| EB 65                                             | Type 65 | アルミボディ、スチールウィング、ラウンドテール | 1933   | 1934   |
| AEB                                               | Nippy   | オールスチール                                 | 1934   | 1937   |
| EK 75                                             | Speedy  | アルミボディ、ポインテッドテール(Pointed tail) |        |        |
| AEK                                               | Speedy  | EK 75の別型番(Redesignation)                   |        | 1935   |

### クーペ
| クーペ(Coupés) |      |                                |        |        |
| タイプ         | 名称 | 備考                           | 開始年 | 終了年 |
| B              |      | ボディ上部は布製(ファブリック) | 1928   | 1931   |

### バン
| バン(Vans) |      |                                         |        |        |
| タイプ     | 名称 | 備考                                    | 開始年 | 終了年 |
| AB, AC, AD |      | ツアラーへの架装(Converted tourer)      | 1923   | 1927   |
| AE         |      |                                         | 1929   | 1930   |
| RK         |      | RKサルーンへの架装(Converted RK saloon) |        |        |
| RM         |      | RLサルーンへの架装(Converted RL saloon) |        |        |
| RN         |      | RNサルーンへの架装(Converted RN saloon) |        |        |
| RP         |      | RPサルーンへの架装(Converted RP saloon) | 1933   |        |
| AVH        |      |                                         |        |        |
| AVJ, AVK   |      | Rubyへの架装(Converted Ruby)            |        | 1939   |

## モータースポーツへの寄与
第二次世界大戦後には、多くの中古「オースチン・7」が、その廉価さと改造の容易さから「スペシャル仕様」としてリビルドされ、あるいはパーツ流用でレーシングカーのベースになるなどして、モータースポーツの勃興に寄与した。ロータス創業期の出世作「ロータスMk1」はその代表例である。